# Resolució 662 del Consell de Seguretat de les Nacions Unides
La Resolució 662 del Consell de Seguretat de les Nacions Unides, aprovada per unanimitat el 9 d'agost de 1990, fent una crida a les resolucions 660 (1990) i 661 (1990), el Consell va decidir que l'annexió de Kuwait per Iraq sota qualsevol forma és il·legal.
En acabar el Consell va demanar a tots els estats i organitzacions internacionals no reconèixer l'annexió, demanant als Estats per evitin qualsevol acció que pugui constituir un reconeixement indirecte de l'annexió. També exigeix Iraq de rescindir les seves accions a Kuwait després de la invasió, mantenint la situació en l'ordre del dia.